# شیخ محمود ارموی
شیخ محمود ارموی از صوفیان سده یازده قمری ارومیه بوده است.
او اندیشه‌های نقشبندی و نوربخشی را مجموعاً در خود جمع کرده بود و پیروان زیادی به دور خود گردآورده بود. شیخ محمود ارموی ۳۰ تا ۴۰ هزار طرفدار دو آتشه داشته است. سلطان مراد هم از ترس اینکه او قصد قیام دارد او را در سال ۱۰۴۹ق/۱۶۳۹م، در دیاربکر اعدام کرد. هر چند وقتی فهمید این اتهام به خاطر تهمت ناروای دشمنان شیخ بوده از غصه و اندوه فلج شد.